# Le Petit Colonel (film, 1935)
Pour les articles homonymes, voir Le Petit Colonel.
Pour plus de détails, voir Fiche technique et Distribution.
Le Petit Colonel (titre original : The Little Colonel) est un film américain réalisé par David Butler, sorti en 1935.

## Synopsis
Dans le vieux Sud, après la guerre de Sécession, une petite fille renoue les liens épars d'une famille avec un célèbre pas de danse.

## Fiche technique
- Titre : Le Petit Colonel
- Titre original : The Little Colonel
- Réalisation : David Butler
- Scénario : William M. Conselman d'après le roman The Little Colonel d'Annie Fellows Johnston (en)
- Photographie : Arthur C. Miller, William V. Skall (couleur) et Joseph LaShelle (non crédité)
- Musique : Cyril J. Mockridge et Hugo Friedhofer (non crédité)
- Directeur musical : Arthur Lange
- Direction artistique : William S. Darling
- Costumes : William Lambert et Sam Benson (non crédité)
- Producteur : Buddy G. DeSylva
- Société de production et de distribution : 20th Century Fox
- Pays de production :  États-Unis
- Langue : Anglais
- Genre : Comédie dramatique, comédie musicale
- Format : Noir et blanc/Couleur (Technicolor) — 35 mm — 1,37:1 — Son : Mono   (Western Electric Noiseless Recording)
- Durée : 80 minutes (1 h 20)
- Date de sortie : 
  - États-Unis 22 février 1935

## Distribution
- Shirley Temple : Lloyd Sherman
- Lionel Barrymore : Col. Lloyd

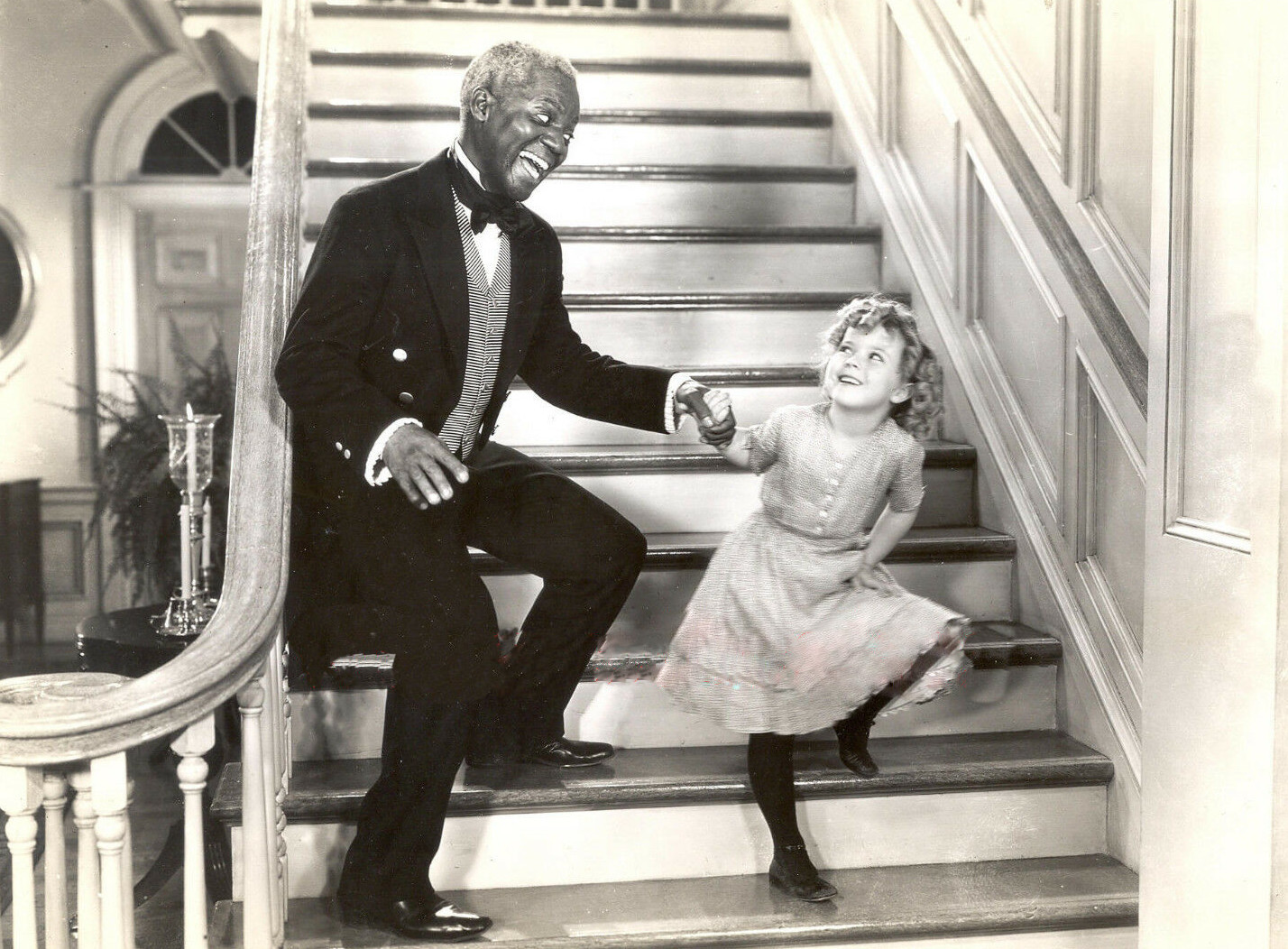
Le Petit Colonel contient la célèbre scène de danse des claquettes dans l'escalier avec Shirley Temple et Bill Robinson.

- Evelyn Venable : Elizabeth Lloyd Sherman
- John Lodge : Jack Sherman
- Sidney Blackmer : Swazey
- Alden 'Stephen' Chase : Hull
- William Burress : Dr Scott
- Frank Darien (en) : Nebler
- Robert Warwick : Col. Gray
- Hattie McDaniel : Becky ('Mom Beck') Porter
- Geneva Williams : Maria
- Avonnie Jackson : May Lily
- Nyanza Potts : Henry Clay
- Bill Robinson : Walker
- Charles C. Wilson : Jeremy Higgins